# 제2해병원정군
제2해병원정군(II Marine Expeditionary Force)는 미국 해병대의 해병공지기동대로 구성된 해병원정군이다. 다른 제1, 3해병원정군과는 달리 소장이 지휘하는 이 부대는 해병대 전력사령부의 일원으로서, 유럽 사령부, 중부사령부, 남부사령부에 전력을 제공한다.

## 역사
이 부대는 제2해병상륙군으로서 1966년부터 1970년대까지 여러 연습이나 작전에 필요할 때마다 편성되는 임시부대로 운영되었고, 1984년 7월 20일에 노스캐롤라이나주의 캠프에 르쥔 영구적인 본부가 설치되었다.
1988년 2월 5일, 상륙군은 제2해병원정군으로 개편되었다.
1988년 10월 1일에 창설된 제2감시정찰첩보단이 제2해병원정군에 예속되었다.
1999년 7월 23일, 제2감시정찰첩보단이 본부단으로 개명되었다.
2017년 7월 21일, 본부단은 정보단으로 개명되었다.

## 부대

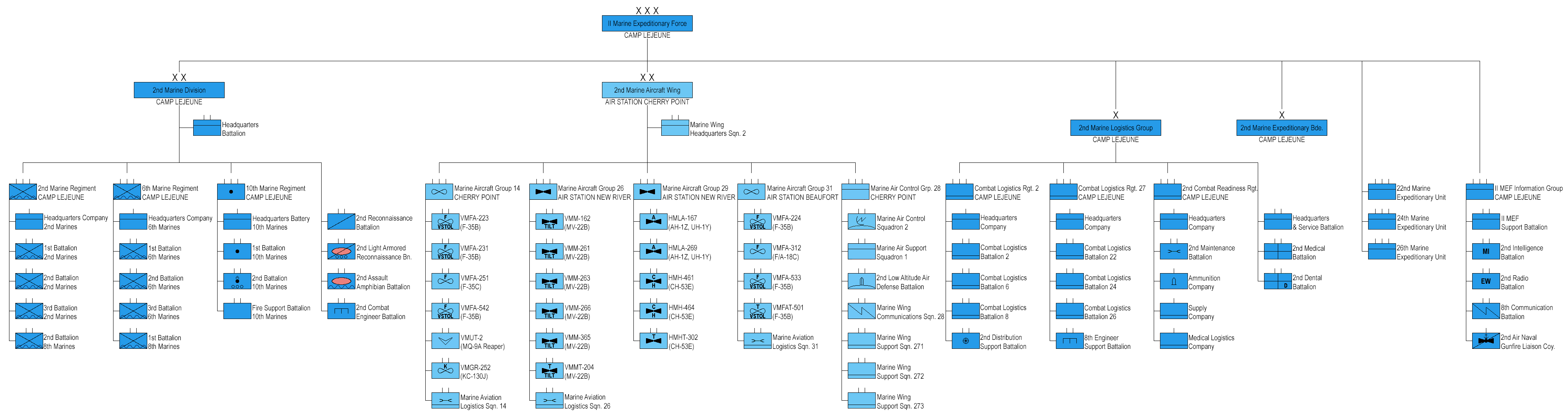
제2해병원정군의 구조

- 지상전투부대: 제2해병사단
- 항공전투부대: 제2해병항공단
- 군수전투부대: 제2해병군수단
- 지휘부대: 제2해병원정군 정보단
  - 제2정보대대
  - 제2무선전화대대
  - 제2법집행대대
  - 제8통신대대
  - 제2항공해상사격연락중대
  - 지원대대
- 제2해병원정여단
- 제22해병원정대
- 제24해병원정대
- 제26해병원정대

- 제2해병원정군 시뮬레이션센터
- 원정작전훈련단

## 기록

### 계보
- 1966년, II Marine Amphibious Force
→제2해병상륙군
- 1988년 2월 5일, II Marine Expeditionary Force
→제2해병원정군

제2해병원정군 정보단
- 1988년 10월 1일, 2D Surveillance Reconnaissance Intelligence Group
제2해병원정군에 배속됨.
→제2감시정찰첩보단
- 1999년 7월 23일, II Marine Expeditionary Force Headquarters Group
→제2해병원정군 본부단
- 2017년 7월 21일, II Marine Expeditionary Force Information Group
→제2해병원정군 정보단

### 참전
- 발칸 반도:
  1. 1993년 3월 - 1998년 2월
  2. 1999년 1월 ~ 7월
- 이라크 (노던 와치 작전, 서던 와치 작전, 데저트 선더 작전, 데저트 폭스 작전)
  1. 1993년 7월 - 10월
  2. 1994년 9월 - 1995년 9월
  3. 1995년 11월 - 12월
  4. 1997년 6월 - 12월
  5. 1998년 1월 - 2000년 12월
  6. 2001년 8월 - 11월
- 아이티:
  1. 1994년 월 - 1998년 월
  2. 2004년 2월 - 5월
- 터키 (Operation Avid Response); 1999년 8월 - 9월
- 아프가니스탄 (항구적 자유 작전):
  1. 2001년 11월 - 2002년 8월
  2. 2002년 10월 - 12월
  3. 2009년 5월 - 2010년 4월 (제2해병원정여단)
  4. 2011년 3월 - 2012년 3월 (제2해병원군 전방본부)
  5. 2013년 3월 - 2014년 3월 (제2해병원군 전방본부)
- 이라크(이라크 자유 작전):
  1. 2003년 3월 - 7월
  2. 2004년 8월 - 2005년 2월
  3. 2005년 3월 - 2006년 3월
  4. 2007년 3월 - 2008년 3월
  5. 2009년 3월 - 2010년 3월

### 스트리머
| 스트리머                     | 기간                                            | 설명                 |
| ---------------------------- | ----------------------------------------------- | -------------------- |
| 해군부대표창 (1개 동성)      | IRAQ, 2007년 2월 9일 - 2008년 2월 9일           |                      |
| 해군부대표창 (1개 동성)      | IRAQ, 2009년 2월 9일 - 2010년 2월 9일           |                      |
| 공로부대표창                 | IRAQ, 2004년 1월 1일 - 2005년 12월 31일         |                      |
| 국방근무 (1개 동성)          | 1990년 8월 2일 - 1995년 11월 30일               |                      |
| 국방근무 (1개 동성)          | 2001년 9월 11일 - TBD                           |                      |
| 아프가니스탄 전역 (3개 동성) | CONSOLIDATION II, 2009년 3월 - 2009년 3월 30일  | 제2해병원정여단      |
| 아프가니스탄 전역 (3개 동성) | CONSOLIDATION III, 2009년 12월 1일 - 2010년 4월 | 제2해병원정여단      |
| 아프가니스탄 전역 (3개 동성) | 2011년 3월 26일 - 6월 30일                      | 제2해병원군 전방본부 |
| 아프가니스탄 전역 (3개 동성) | TRANSITION I, 6월 1일 - TBD                     | 제2해병원군 전방본부 |
| 이라크 전역 (4개 동성)       | GOVERNANCE, 2005년 3월 - 12월 15일              |                      |
| 이라크 전역 (4개 동성)       | RESOLUTION, 2005년 12월 16일 - 2006년 3월       |                      |
| 이라크 전역 (4개 동성)       | SURGE, 2007년 2월 - 2008년 1월                  |                      |
| 이라크 전역 (4개 동성)       | SOVEREIGNTY, 2009년 2월 - 2010년 1월            |                      |
| 테러와의 전쟁 원정           | ELEMENTS AFGHANISTAN, 2001년 11월 - 2002년 8월  |                      |
| 테러와의 전쟁 원정           | 2002년 10월 - 12월                              |                      |
| 테러와의 전쟁 복무           | 2001년 9월 11일 - TBD                           |                      |